# Pararana
Genre
Pararana est un genre d'araignées aranéomorphes de la famille des Leptonetidae.

## Distribution
Les espèces de ce genre sont endémiques de Chine.

## Liste des espèces
Selon World Spider Catalog (version 26, 31/07/2025) :
- Pararana gaofani Lin & Li, 2022
- Pararana jiufushanensis Yao & K. K. Liu, 2025
- Pararana mingxuani Yao & Liu, 2024
- Pararana songyuani Yao & K. K. Liu, 2025

## Systématique et taxinomie
Ce genre a été décrit par Lin et Li en 2022 dans les Leptonetidae.

## Publication originale
- Lin, Zhao, Koh & Li, 2022 : « Taxonomy notes on twenty-eight spider species (Arachnida: Araneae) from Asia. » Zoological Systematics, vol. 47, no 3, p. 198-270 (texte intégral).